# Palfinger
Palfinger AG é um fabricante austríaco de sistemas hidráulicos de elevação, carregamento e manuseio, especialmente conhecido pelos guindastes. Com 150 modelos e uma participação de mercado de 35%, a empresa é líder no mercado mundial.
A empresa foi fundada em Schärding e sua sede é em Bergheim, perto de Salzburg. Possui fábricas na Argentina, Áustria, Brasil, Bulgária, Canadá, China, Croácia, França, Alemanha, Itália, Polônia, Romênia, Rússia, Eslovênia, Estados Unidos e Vietnã.

## História
A história de Palfinger remonta a 1932, com a fundação de uma oficina de reparação e usinagem de reboques agrícolas, basculantes e carrocerias de veículos por Richard Palfinger. A empresa construiu seu primeiro guindaste em 1959, e o filho de Richard, Hubert, especializado em guindastes de carregamento hidráulico em 1964. Em 1989, a Palfinger exportou mais de 90% de sua produção para cerca de 70 países. Em 1999, a empresa se tornou pública. Nos últimos 20 anos, o foco foi na diversificação, bem como na internacionalização.
Em 2023, a Palfinger tinha 30 locais de fabricação e montagem e cerca de 5000 pontos de venda em mais de 130 países.

## Acionistas
Cerca de 56,4% do Grupo Palfinger é detido pela família Palfinger, cerca de 7,5% da Palfinger AG e cerca de 36,1% em explorações diversificadas. Desde junho de 1999, a Palfinger está listada no mercado oficial da Bolsa de Valores de Viena . Desde meados de junho de 2000, as ações da Palfinger AG também são negociadas no mercado de balcão das bolsas de valores de Stuttgart, Berlim, Düsseldorf e Frankfurt.